# エニグマ (映画)
『エニグマ』（Enigma）は、2001年のイギリス映画。ロバート・ハリスの小説『暗号機エニグマへの挑戦』を映画化したもの。第二次世界大戦中のドイツ軍が用いた暗号エニグマをテーマとしている。

## キャスト
※括弧内は日本語吹替
- トム・ジェリコ - ダグレイ・スコット（寺杣昌紀）
- ヘスター・ウォレス - ケイト・ウィンスレット（玉川砂記子）
- クレア・ロミリー - サフロン・バロウズ（渡辺美佐）
- ウィグラム - ジェレミー・ノーサム（大川透）
- パック・プコウスキー - ニコライ・コスター＝ワルドー（木下浩之）
- ロギー - トム・ホランダー
- ケイヴ - マシュー・マクファディン
- キングコム - ポール・ラットレイ
- ケイ - アンヌ＝マリー・ダフ
- レヴァレット警部補 - ドナルド・サンプター
- 酒場の軍人 - ミック・ジャガー（クレジットなし）